# 清明站 (日本)
清明站（日语：／ Seimei Eki */?）是位於福井縣福井市今市町，福井鐵道福武線的電車站。車站編號為F14。本站與泰澄之里站皆為線道上最近期建成的車站。
興建期間，車站曾暫稱為「今市站」，後來經過公開招募下選出「清明站」為最終名稱。

## 車站構造
其車站結構與泰澄之里站相同，皆為採用簡易式無人車站設計。車站入口對向福井縣道181號的路面，採用了無障礙斜道的設計，以鋼架及鋼板所搭建而成。入口旁邊設有一個有蓋單車停泊場。

### 月台
設有1面1線的側式月台。月台全長40米。月台以鋼架作為基座，路面以水泥板舖建，近乎整個月台也都設有上蓋。而且亦以非密舖式的木板所成月台背板。月台上設有一張木製候車長櫈、花壇、一所設有趟門及長櫈
旳木建候車室、告示板、及在靠向江端站的月台末端設有一座男、女共用式的洗手間。
由於是單線配置，列車無法在此進行交匯。列車靠站時，往武生新方向為右側上落；往福井方向為左側上落。
| 路線                   | 上下行 | 方向                                                                 |
| ---------------------- | ------ | -------------------------------------------------------------------- |
| ■福武線 （鳳凰田原線） | 下行   | 福井站、田原町、 經越前鐵道■三國蘆原線前往福大前西福井、鷲塚針原方向 |
| ■福武線 （鳳凰田原線） | 上行   | 武生新方向                                                           |

## 歷史
- 2011年3月20日：車站啟用[1][2]。
- 2019年11月8日：福井銀行（日语：福井銀行）和福井新聞社（日语：福井新聞）發行和運營的電子支付平台「JURACA」IC卡開始於此站試用（福井城址大名町站也於同日實施），直至同年11月20日[3][4][5][6]。
- 2024年10月11日：可使用ICOCA及全國通用IC卡付款[7][8]。

## 使用狀況
根據國土交通省「國土數值情報」，以下為1日平均上下車人次：
| 上落車人次變化 | 上落車人次變化 |
| 年度           | 1日平均人次    |
| -------------- | -------------- |
| 2011           | 72             |
| 2012           | 82             |
| 2013           | 82             |
| 2014           | 82             |
| 2015           | 171            |
| 2016           | 85             |
| 2017           | 90             |
| 2018           | 114            |
| 2019           | 116            |
| 2020           | 87             |
| 2021           | 65             |
| 2022           | 82             |

## 相鄰車站
福井鐵道
■福武線
■急行、■區間急行
通過
■普通
和諧音樂廳（F13）－清明（F14）－江端（F15）

## 外部連結
- 福井鐵道清明站 （页面存档备份，存于）（日語） - 福井鐵道